# Omphacodes pulchritacta
Omphacodes pulchritacta là một loài bướm đêm trong họ Geometridae.